# آلفا رومئو جیولیا

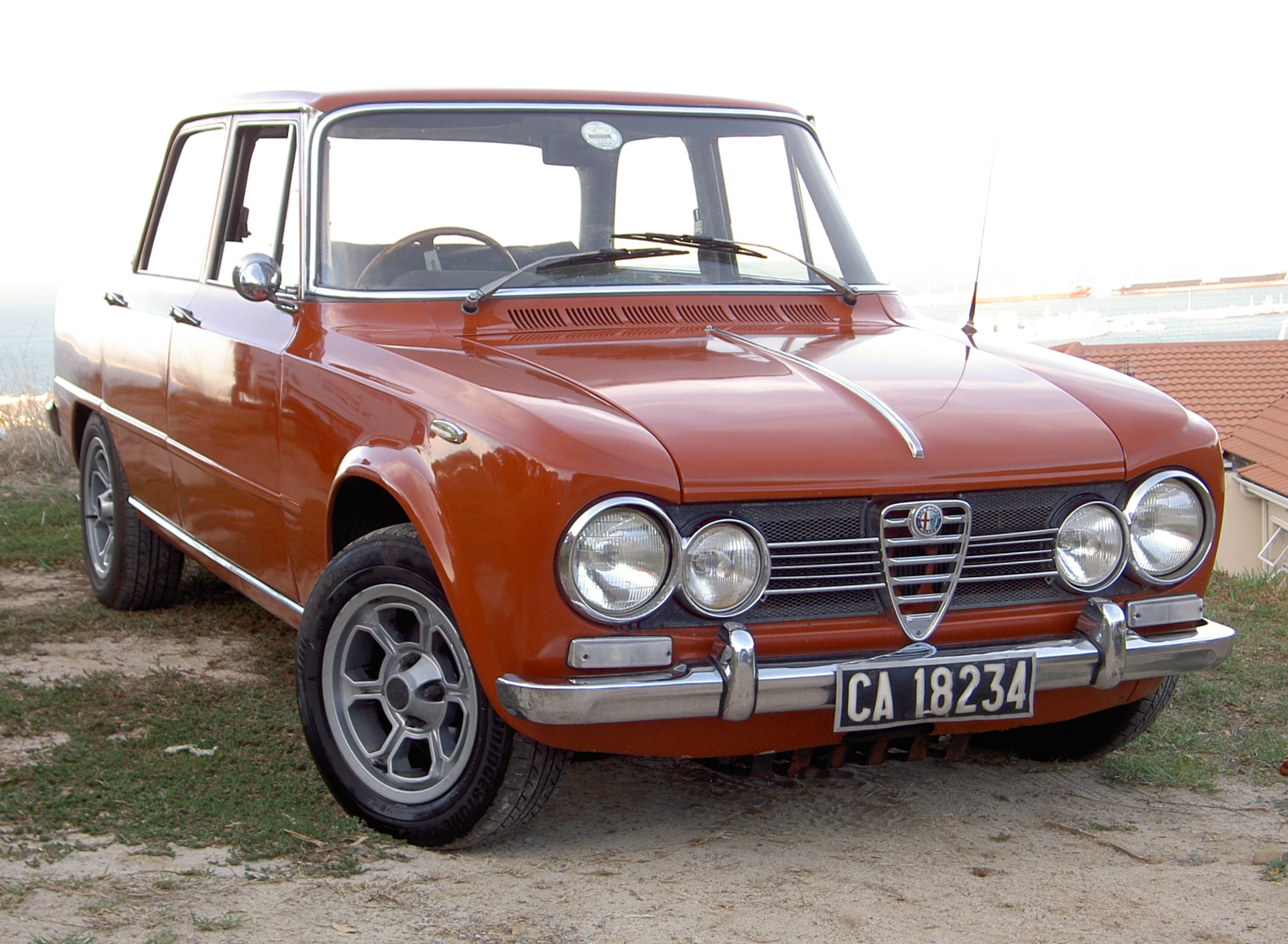

آلفارومئو جیولیا (Alfa Romeo Giulia) خودرویی است که در سال‌های ۱۹۶۲–۱۹۷۸تولید شده‌است.
طراحی آن خودروهای موتور جلو-محور عقب بوده است. سیستم جعبه‌دندهٔ آن ۴ دنده به صورت دستی است.

## نگارخانه

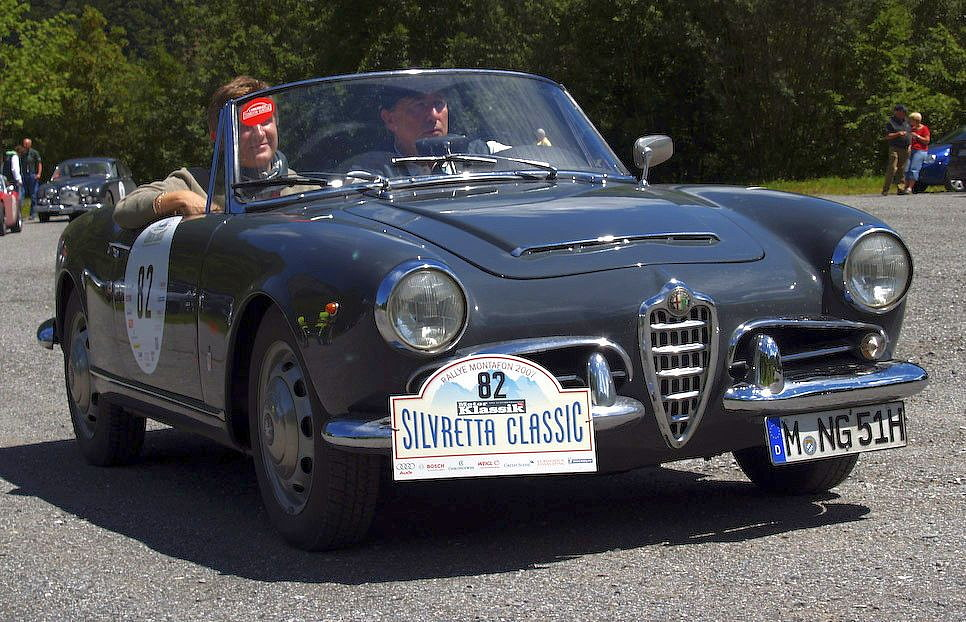
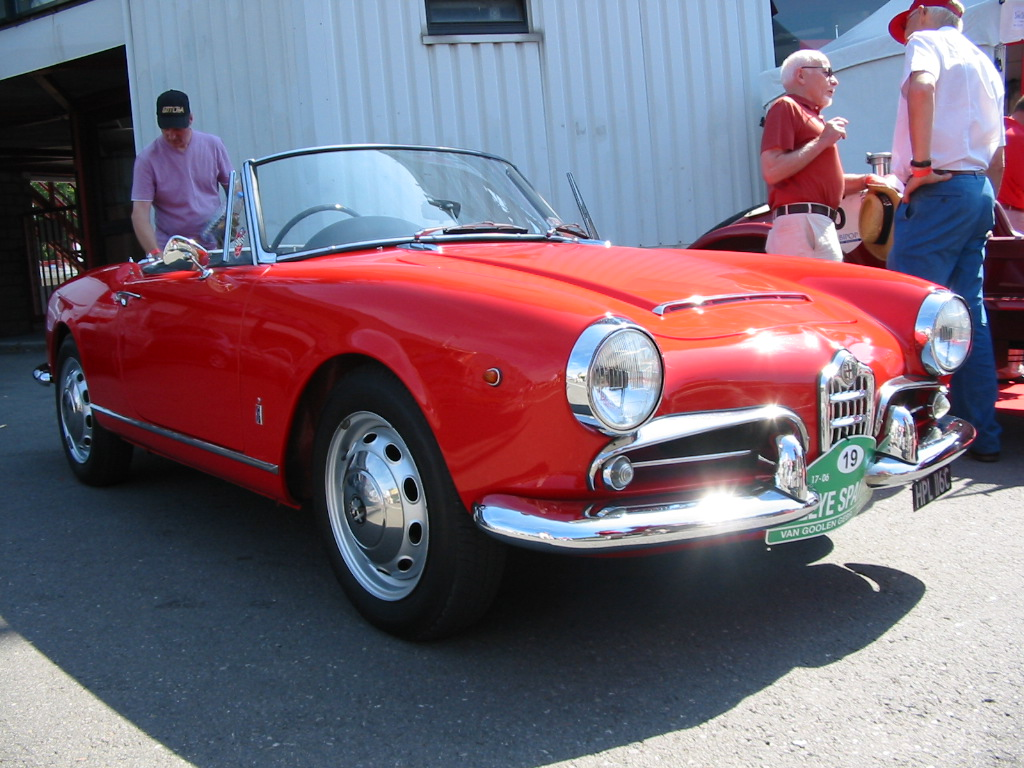
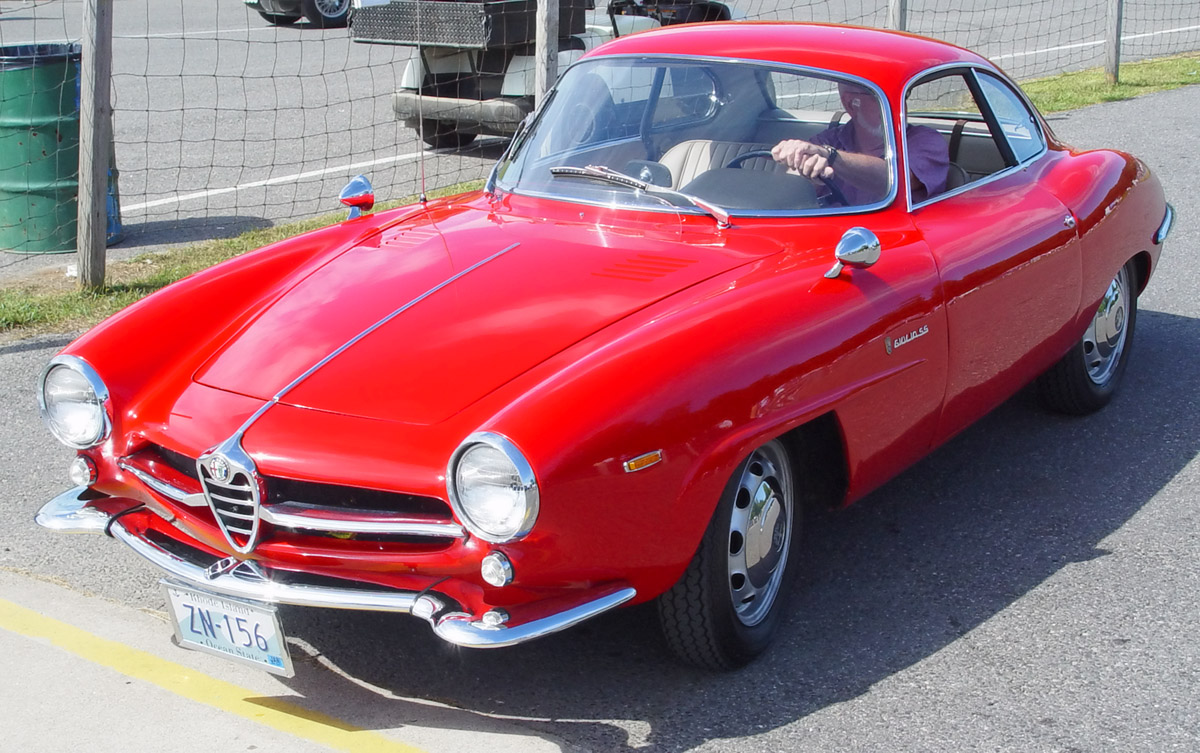